# 楚瓦什高原
楚瓦什高原是俄羅斯的高原，位於伏爾加高地北部，由楚瓦什共和國負責管轄，齊維利河流經該高原，最高點海拔高度227米，水土流失情況嚴重。